# César de la meilleure adaptation
Le César de la meilleure adaptation est une récompense cinématographique française décernée par l'Académie des arts et techniques du cinéma depuis la première remise de prix le 3 avril 1976 au Palais des congrès à Paris.
La catégorie actuelle résulte de la division en 2006 (et précédemment de 1983 à 1985) du César du meilleur scénario original ou adaptation (récompensant le meilleur scénario, qu'il soit l'adaptation d'une œuvre préalablement existante ou une histoire avec dialogues non inspirés d'ouvrages publiés) en « Meilleur scénario original » et « Meilleure adaptation », sur le même modèle que celui des Oscars.

## Palmarès
De 1976 à 1982, une seule catégorie : César du meilleur scénario original ou adaptation.

### Années 1980
- 1983 : L'Étoile du Nord – Jean Aurenche, Pierre Granier-Deferre et Michel Grisolia, adapté du roman Le Locataire de Georges Simenon
  - Danton – Jean-Claude Carrière et Jacek Gasiorowski, adapté de la pièce de théâtre L'Affaire Danton de Stanisława Przybyszewska
  - Les Misérables – Alain Decaux et Robert Hossein, adapté du roman homonyme de Victor Hugo
  - Hécate, maîtresse de la nuit – Pascal Jardin et Daniel Schmid, adapté du roman Hécate et ses chiens de Paul Morand
- 1984 : L'Été meurtrier – Sébastien Japrisot, adapté de son roman homonyme
  - Tchao Pantin – Claude Berri, adapté du roman homonyme d'Alain Page
  - Au nom de tous les miens – Robert Enrico, adapté du livre autobiographique homonyme de Martin Gray
- 1985 : Un dimanche à la campagne – Bertrand Tavernier et Colo Tavernier, adapté du récit Monsieur Ladmiral va mourir de Pierre Bost
  - La Femme publique – Dominique Garnier et Andrzej Żuławski, adapté du roman homonyme de Dominique Garnier
  - Le Bon Plaisir – Francis Girod et Françoise Giroud, adapté du roman homonyme de Françoise Giroud

De 1986 à 2005, une seule catégorie : César du meilleur scénario original ou adaptation.

### Années 2000
Depuis 2006, 2 catégories : Meilleur scénario original et Meilleure adaptation.
- 2006 : De battre mon cœur s'est arrêté – Jacques Audiard et Tonino Benacquista, adapté du film Mélodie pour un tueur de James Toback
  - Le Promeneur du Champ-de-Mars – Georges-Marc Benamou et Gilles Taurand, adapté du récit Le Dernier Mitterrand de Georges-Marc Benamou
  - Le Couperet – Costa-Gavras et Jean-Claude Grumberg, adapté du roman policier homonyme de  Donald Westlake
  - Entre ses mains – Julien Boivent et Anne Fontaine, adapté du roman Les Kangourous de Dominique Barbéris
  - Gabrielle – Patrice Chéreau et Anne-Louise Trividic, adapté de la nouvelle britannique Le Retour de Joseph Conrad
- 2007 : Lady Chatterley – Pascale Ferran, Roger Bohbot et Pierre Trividic, adapté du roman L'Amant de Lady Chatterley de D.H Lawrence
  - OSS 117 : Le Caire, nid d'espions – Serge Hazanavicius et Jean-François Halin, adapté de la série de romans d'espionnage OSS 117 de Jean Bruce
  - Je vais bien, ne t'en fais pas – Olivier Adam et Philippe Lioret, adapté du roman homonyme d'Olivier Adam
  - Ne le dis à personne – Philippe Lefebvre et Guillaume Canet, adapté du roman homonyme d'Harlan Coben
  - Cœurs – Jean-Michel Ribes, adapté de la pièce de théâtre Petites peurs partagées d'Alan Ayckbourn
- 2008 : Persépolis – Marjane Satrapi et Vincent Paronnaud, adapté de la bande dessinée homonyme de Marjane Satrapi
  - Ensemble, c'est tout – Claude Berri, adapté du roman homonyme d'Anna Gavalda
  - Le Scaphandre et le Papillon – Ronald Harwood, adapté du témoignage homonyme de Jean-Dominique Bauby
  - Un secret – Natalie Carter et Claude Miller, adapté du roman homonyme de Philippe Grimbert
  - Darling – Christine Carrière, adapté du roman homonyme de Jean Teulé
- 2009 : Entre les murs – Laurent Cantet, François Bégaudeau et Robin Campillo, adapté du roman homonyme de François Bégaudeau
  - Deux jours à tuer – Éric Assous, François d'Épenoux et Jean Becker, adapté de l'œuvre de François d'Épenoux
  - Le crime est notre affaire – Clémence de Biéville, François Caviglioli et Nathalie Lafaurie, adapté du recueil de nouvelles homonyme d'Agatha Christie
  - Mesrine : L'Intinct de mort et Mesrine : L'Ennemi public n° 1 – Abdel Raouf Dafri et Jean-François Richet, adaptés du récit autobiographique L'Instinct de mort de Jacques Mesrine
  - La Belle Personne – Christophe Honoré et Gilles Taurand, librement adapté du roman La Princesse de Clèves de Madame de La Fayette

### Années 2010
- 2010 : Mademoiselle Chambon – Stéphane Brizé et Florence Vignon, adapté du roman homonyme d'Éric Holder
  - Coco avant Chanel – Anne Fontaine et Camille Fontaine, adapté de L'Irrégulière d'Edmonde Charles-Roux
  - Le Dernier pour la route – Philippe Godeau et Agnès de Sacy, adapté du récit homonyme d'Hervé Chabalier
  - Le Petit Nicolas – Laurent Tirard et Grégoire Vigneron, adapté de la bande dessinée homonyme de René Goscinny et Sempé
  - Les Herbes folles – Alex Réval et Laurent Herbiet, adapté du roman L'Incident de Christian Gailly
- 2011 : The Ghost Writer – Robert Harris et Roman Polanski, adapté du roman L'Homme de l'ombre de Robert Harris
  - L'Arbre – Julie Bertuccelli, adapté du roman australien Our Father Who Art in The Tree de Judy Pascoe
  - L'Homme qui voulait vivre sa vie – Éric Lartigau et Laurent de Bartillat, adapté du roman The Big Picture de Douglas Kennedy
  - Potiche – François Ozon, adapté de la pièce de théâtre homonyme écrite par Pierre Barillet et Jean-Pierre Grédy
  - La Princesse de Montpensier – Bertrand Tavernier, Jean Cosmos et François-Olivier Rousseau, adapté de la nouvelle homonyme de Madame de Lafayette
- 2012 : Carnage – Roman Polanski et Yasmina Reza, adapté de la pièce de théâtre Le Dieu du carnage de Yasmina Reza
  - La Délicatesse – David Foenkinos, adapté de son roman homonyme
  - Présumé Coupable – Vincent Garenq, adapté de la biographie d'Alain Marécaux sur l'Affaire d'Outreau
  - Omar m'a tuer – Olivier Gorce, Roschdy Zem, Rachid Bouchareb et Olivier Lorelle, adapté de l'Affaire Omar Raddad
  - L'Ordre et la Morale – Mathieu Kassovitz, Benoît Jaubert et Pierre Geller, adapté de La Morale et l'action de Philippe Legorjus
- 2013 : De rouille et d'os – Jacques Audiard et Thomas Bidegain, adapté du recueil de nouvelles Rust and Bone de Craig Davidson
  - 38 témoins – Lucas Belvaux, adapté du roman Est-ce ainsi que les femmes meurent ? de Didier Decoin
  - Les Adieux à la reine – Gilles Taurand et Benoît Jacquot, adapté du roman homonyme de Chantal Thomas
  - Dans la maison – François Ozon, adapté du roman Le Garçon du dernier rang de Juan Mayorga
  - Le Prénom – Matthieu Delaporte et Alexandre de la Patellière, adapté de la pièce Le Prénom de Matthieu Delaporte et Alexandre de la Patellière
- 2014 : Les Garçons et Guillaume, à table ! – Guillaume Gallienne, adapté de la pièce de théâtre honomyme de Guillaume Gallienne
  - Jimmy P. (Psychothérapie d'un Indien des Plaines) – Arnaud Desplechin, adapté du livre Psychothérapie d'un Indien des Plaines : réalités et rêve de Georges Devereux
  - Quai d'Orsay – Bertrand Tavernier, Christophe Blain et Antonin Baudry, adapté de la bande dessinée Quai d'Orsay de Christophe Blain et Abel Lanzac
  - La Vénus à la fourrure – Roman Polanski et David Ives, adapté de la  pièce de théâtre homonyme de David Ives elle-même inspirée du roman homonyme de Leopold von Sacher-Masoch
  - La Vie d'Adèle – Abdellatif Kechiche et Ghalya Lacroix, adapté de la bande dessinée Le bleu est une couleur chaude de Jul' Maroh
- 2015 : Diplomatie – Cyril Gély et Volker Schlöndorff, adapté de la pièce de théâtre Diplomatie de Cyril Gély
  - La Chambre bleue – Mathieu Amalric et Stéphanie Cléau, adapté du roman La Chambre bleue de Georges Simenon
  - Lulu femme nue – Sólveig Anspach et Jean-Luc Gaget, adapté de la bande dessinée Lulu femme nue d'Étienne Davodeau
  - Pas son genre – Lucas Belvaux, adapté du roman Pas son genre de Philippe Vilain
  - La prochaine fois je viserai le cœur – Cédric Anger, inspiré de l'Affaire Alain Lamare et du roman Un assassin au-dessus de tout soupçon d'Yvan Stefanovitch
- 2016 : Fatima – Philippe Faucon, adapté de Prière à la lune et Enfin, je peux marcher seule de Fatima Elayoubi
  - L'Affaire SK1 – David Oelhoffen et Frédéric Tellier, adapté de L'Affaire SK 1 de Patricia Tourancheau
  - Asphalte – Samuel Benchetrit, adapté de Les Chroniques de l’Asphalte, de Samuel Benchetrit
  - L'Enquête – Vincent Garenq et Stéphane Cabel, adapté de Clearstream, l'enquête de Denis Robert
  - Journal d'une femme de chambre – Benoît Jacquot et Hélène Zimmer, adapté de Le Journal d'une femme de chambre d'Octave Mirbeau
- 2017 : Ma vie de Courgette – Céline Sciamma, d'après le roman Autobiographie d'une courgette de Gilles Paris
  - David Birke pour Elle, d'après le roman Oh... de Philippe Djian
  - Séverine Bosschem et Emmanuelle Bercot pour La Fille de Brest, d'après le livre Mediator 150 mg : combien de morts ? de Irène Frachon
  - François Ozon pour Frantz, d'après la pièce de théâtre L'Homme que j'ai tué de Maurice Rostand
  - Nicole Garcia et Jacques Fieschi pour Mal de pierres, d'après le roman Mal de pierres ((it) Mal di pietre) de Milena Agus
  - Katell Quillévéré et Gilles Taurand pour Réparer les vivants, d'après le roman Réparer les vivants de Maylis de Kerangal
- 2018 : Au revoir là-haut – Albert Dupontel et Pierre Lemaitre, d'après le roman Au revoir là-haut de Pierre Lemaitre
  - Les Gardiennes – Xavier Beauvois et Frédérique Moreau, d'après le roman Les Gardiennes d'Ernest Pérochon
  - Patients – Grand Corps Malade et Fadette Drouard, d'après le livre Patients de Grand Corps Malade
  - La Promesse de l'aube – Éric Barbier et Marie Eynard, d'après le roman La Promesse de l'aube de Romain Gary
  - Le Redoutable – Michel Hazanavicius, d'après l'autobiographie Un an après d'Anne Wiazemsky
- 2019 : Andréa Bescond et Éric Métayer pour Les Chatouilles, d'après la pièce de théâtre Les Chatouilles ou La Danse de la colère d'André Bescond
  - Emmanuel Finkiel pour La Douleur, d'après le roman La Douleur de Marguerite Duras
  - Jacques Audiard et Thomas Bidegain pour Les Frères Sisters, d'après le roman Les Frères Sisters (en) de Patrick deWitt
  - Emmanuel Mouret pour Mademoiselle de Joncquières, d'après le roman Jacques le Fataliste et son maître de Denis Diderot
  - Catherine Corsini et Laurette Polmanss pour Un amour impossible, d'après le roman Un amour impossible de Christine Angot

### Années 2020
- 2020 : Roman Polanski et Robert Harris pour J'accuse, d'après le roman D. de Robert Harris
  - Costa-Gavras pour Adults in the Room, d'après le livre Adults in the Room. My Battle with Europe's Deep Establishment de Yánis Varoufákis
  - Jérémy Clapin et Guillaume Laurant pour J'ai perdu mon corps, d'après le roman Happy Hand de Guillaume Laurant
  - Arnaud Desplechin et Léa Mysius pour Roubaix, une lumière, d'après le documentaire Roubaix, commissariat central de Mosco Boucault
  - Dominik Moll et Gilles Marchand pour Seules les bêtes, d'après le roman Seules les bêtes de Colin Niel
- 2021 : Stéphane Demoustier pour La Fille au bracelet, d'après le scénario du film Acusada de Gonzalo Tobal
  - Olivier Assayas pour Cuban Network, d'après le livre Os Últimos Soldados da Guerra Fria de Fernando Morais
  - Hannelore Cayre et Jean-Paul Salomé pour La Daronne, d'après le livre La Daronne de Hannelore Cayre
  - François Ozon pour Été 85, d'après le livre La Danse du coucou de Aidan Chambers
  - Eric Barbier pour Petit Pays, d'après le livre Petit Pays de Gaël Faye
- 2022 : Xavier Giannoli et Jacques Fieschi pour Illusions perdues, d'après le livre Illusions perdues d'Honoré de Balzac
  - Yaël Langmann et Yvan Attal pour Les Choses humaines, d'après le livre Les Choses humaines de Karine Tuil
  - Audrey Diwan et Marcia Romano pour L'Événement, d'après le livre L'Événement d'Annie Ernaux
  - Céline Sciamma, Léa Mysius et Jacques Audiard pour Les Olympiades, d'après la bande dessinée Les Intrus d'Adrian Tomine
  - Mathieu Amalric pour Serre moi fort, d'après la pièce de théâtre Je reviens de loin de Claudine Galéa
- 2023 : Gilles Marchand et Dominik Moll pour La Nuit du 12 d'après le livre documentaire 18.3 - Une année à la PJ de Pauline Guéna
  - Michel Hazanavicius pour Coupez ! d'après le film Ne coupez pas ! de Shin'ichirō Ueda
  - Thierry de Peretti et Jeanne Aptekman pour Enquête sur un scandale d'État d'après le livre L'Infiltré d'Hubert Avoine et Emmanuel Fansten
- 2024 : Valérie Donzelli et Audrey Diwan pour L'Amour et les Forêts d'après L'Amour et les Forêts d'Éric Reinhardt
  - Vanessa Filho pour Le Consentement d'après le livre Le Consentement de Vanessa Springora
  - Catherine Breillat pour L'Été dernier d'après le film Dronningen réalisé par May el-Toukhy
- 2025 : Jacques Audiard pour Emilia Pérez  d'après le roman Écoute (en) de Boris Razon
  - Matthieu Delaporte et Alexandre de La Patellière pour Le Comte de Monte Cristo d'après le livre Le Comte de Monte-Cristo d'Alexandre Dumas
  - Michel Hazanavicius et Jean-Claude Grumberg pour La Plus Précieuse des marchandises d'après le livre La Plus Précieuse des marchandises de Jean-Claude Grumberg